# Prietržka
Prietržka este o comună slovacă, aflată în districtul Skalica din regiunea Trnava. Localitatea se află la altitudinea de 178 m deasupra n.m., se întinde pe o suprafață de 4,7 km2 și în 2017 număra 504 locuitori.

## Istoric
Localitatea Prietržka este atestată documentar din 1392.

## Demografie
| An:                | 1994 | 2004   | 2014   | 2024    |
| ------------------ | ---- | ------ | ------ | ------- |
| Număr de persoane: | 426  | 452    | 487    | 557     |
| Diferență:         |      | +6,10% | +7,74% | +14,37% |

| An:                | 2023 | 2024   |
| ------------------ | ---- | ------ |
| Număr de persoane: | 550  | 557    |
| Diferență:         |      | +1,27% |